# Square des Batignolles
Pour les articles homonymes, voir Batignolles.
Le square des Batignolles est un espace vert situé dans le 17e arrondissement à Paris dans le quartier des Batignolles non loin du nouveau parc Martin-Luther-King.

## Situation et accès
Le square  est longé, par la tranchée des Batignolles où passent les voies ferrées du réseau Saint-Lazare au niveau de la station Pont-Cardinet, il est donc accessible par des rames de banlieue qui s'y arrêtent.
Il est également desservi par deux lignes d'autobus et se trouve face à la station Pont-Cardinet de la ligne de métro 14. Cette ligne passe d'ailleurs sous le square.

## Historique

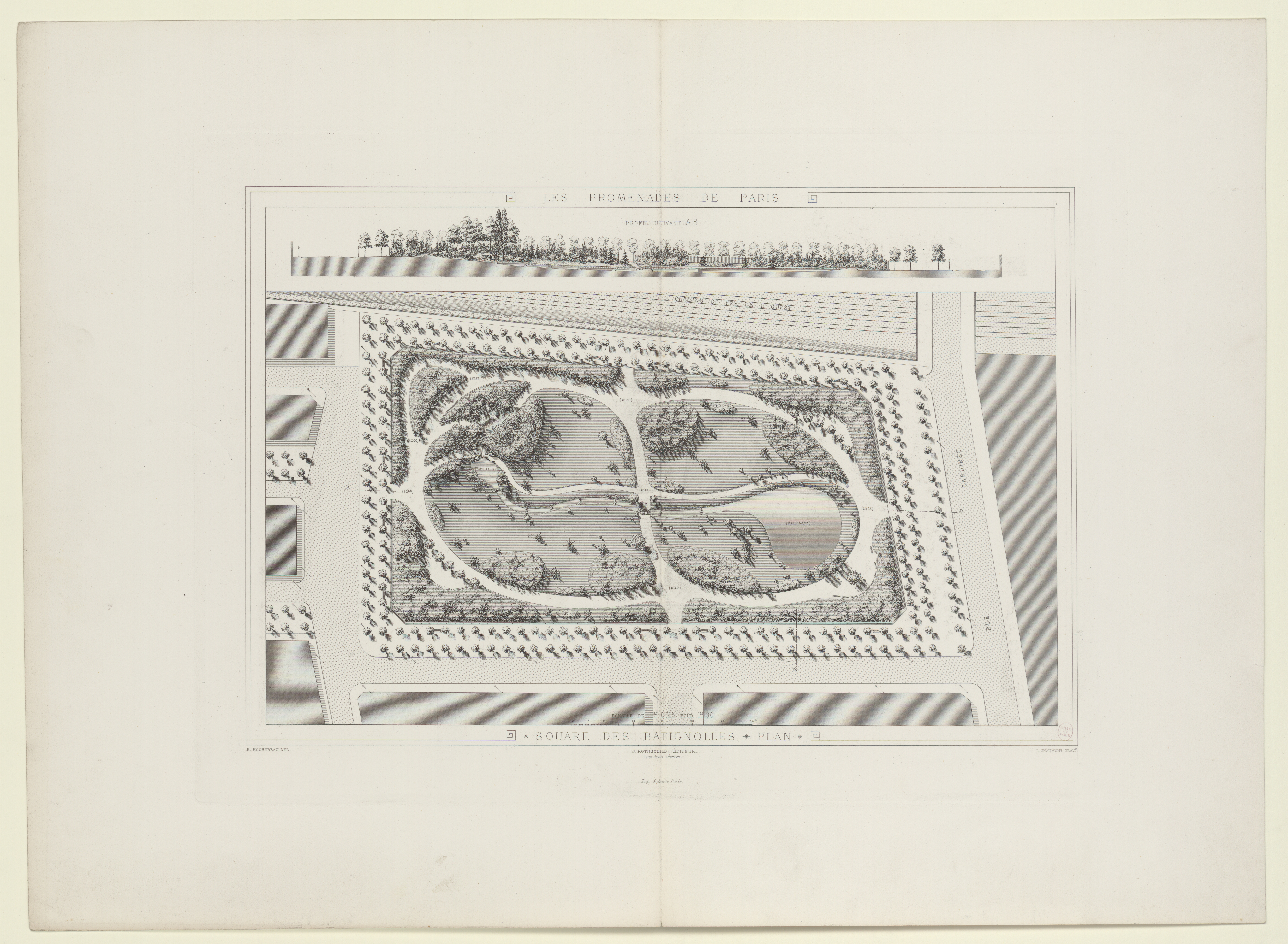
Les promenades de Paris Square des Batignolles.

À l'origine, cet endroit est un terrain vague, servant d'entrepôt de matériaux de démolitions. En 1835, il est transformé en place publique et reçoit le nom de « place de la Promenade ». La fête patronale du village a lieu le premier dimanche après le 15 août et pendant quinze jours, forains, clowns, acrobates, théâtres ambulants et attractions variées s'installent sur la place.
En 1860, le hameau des Batignolles est rattaché à la ville de Paris, des commerçants aisés y font construire leur résidence secondaire vers 1862. Cette même année, la place est clôturée par une grille avec portails en fer forgé.
D'une surface de 16 615 m2, il est réalisé sous le Second Empire à la demande du baron Haussmann qui fait réaliser le désir de Napoléon III, d'implanter dans la capitale plusieurs jardins à l'anglaise. Napoléon III avait ramené ce goût des jardins lors d'un de ses voyages en Angleterre.
C'est l'une des vingt-quatre réalisations d'Adolphe Alphand, secondé par l'ingénieur Jean Darcel, l'architecte Gabriel Davioud et l'horticulteur Jean-Pierre Barillet-Deschamps.
Pendant la Semaine sanglante, de nombreux communards y sont amenés et fusillés, le 24 mai 1871, puis enterrés dans une fosse commune située sous le kiosque à musique.
Le parc est agrandi en 1894.

## Flore et faune
Il a été conçu comme un jardin à l'anglaise, légèrement vallonné, avec une grotte, une rivière, une cascade et un lac miniature. Une végétation très exotique y fut plantée à la fois pour émerveiller les sens mais aussi pour montrer la puissance du Second Empire, capable de faire vivre des espèces venant de tous les horizons climatiques.
Actuellement, la mairie de Paris essaie de conserver le jardin dans le pur style haussmannien. Ce style est très visible par les petits ponts en béton avec dessins végétaux, les faux rochers stratifiés comme au parc des Buttes-Chaumont, construit à la même époque par le même Adolphe Alphand.
Parmi les espèces végétales présentes se trouvent :
- quatre platanes hybrides (Platanus ×hispanica) plantés en 1840 et 1880, dont le plus haut fait 30 mètres et 5,90 m de circonférence et à ce titre est classé arbre remarquable[1]. Ils sont parmi les plus grands de Paris ;
- un noyer du Caucase (Ptérocaryer du Caucase), planté en 1899, hauteur 30 m, circonférence 395 cm (classé arbre remarquable[2]) ;
- un hêtre pourpre (Fagus sylvatica f. purpurea) ;
- de féviers d'Amérique (Gleditsia triacanthos) ;
- des saules tortueux (Salix matsudana 'Tortuosa') ;
- des noisetiers de Byzance (Corylus colurna) ;
- des frênes à feuilles d'Aucuba (Fraxinus aucubaefolia) ;
- des plaqueminiers du Japon (Diospyros kaki) ;
- un plaqueminier lotier (Diospyros lotus), hauteur 12m, circonférence 155 cm (classé arbre remarquable)[2] ;
- des citronniers trifoliers (Citrus limon) ;
- un séquoia géant (Sequoiadendron giganteum).

Le square accueille également de très nombreuses espèces de palmipèdes remarquables : canards, cygnes, poules d'eau, oies  bernaches. La tranquillité du lieu et l'interdiction d'accès des pelouses au public, en a fait des résidents permanents. Au printemps, on peut aisément observer des petits.
Le square abrite également un pigeonnier depuis 2010. Celui-ci a pour objectif de réguler les naissances et la prolifération de l'espèce. En 2012, 222 œufs ont été stérilisés. Malgré tout, des problèmes de nourrissage par la population locale nuisent à l'efficacité de l'équipement, mais des actions pédagogiques sont régulièrement entreprises, avec des panneaux d'informations et la présence ponctuel de spécialistes ornithologiques.

## Culture

### Peinture
Le Square des Batignolles est un tableau du peintre Albert André (1869-1954) (huile sur toile 50 cm × 65 cm). Cette toile du peintre peut être qualifiée d'impressionniste ou de post-impressionniste.

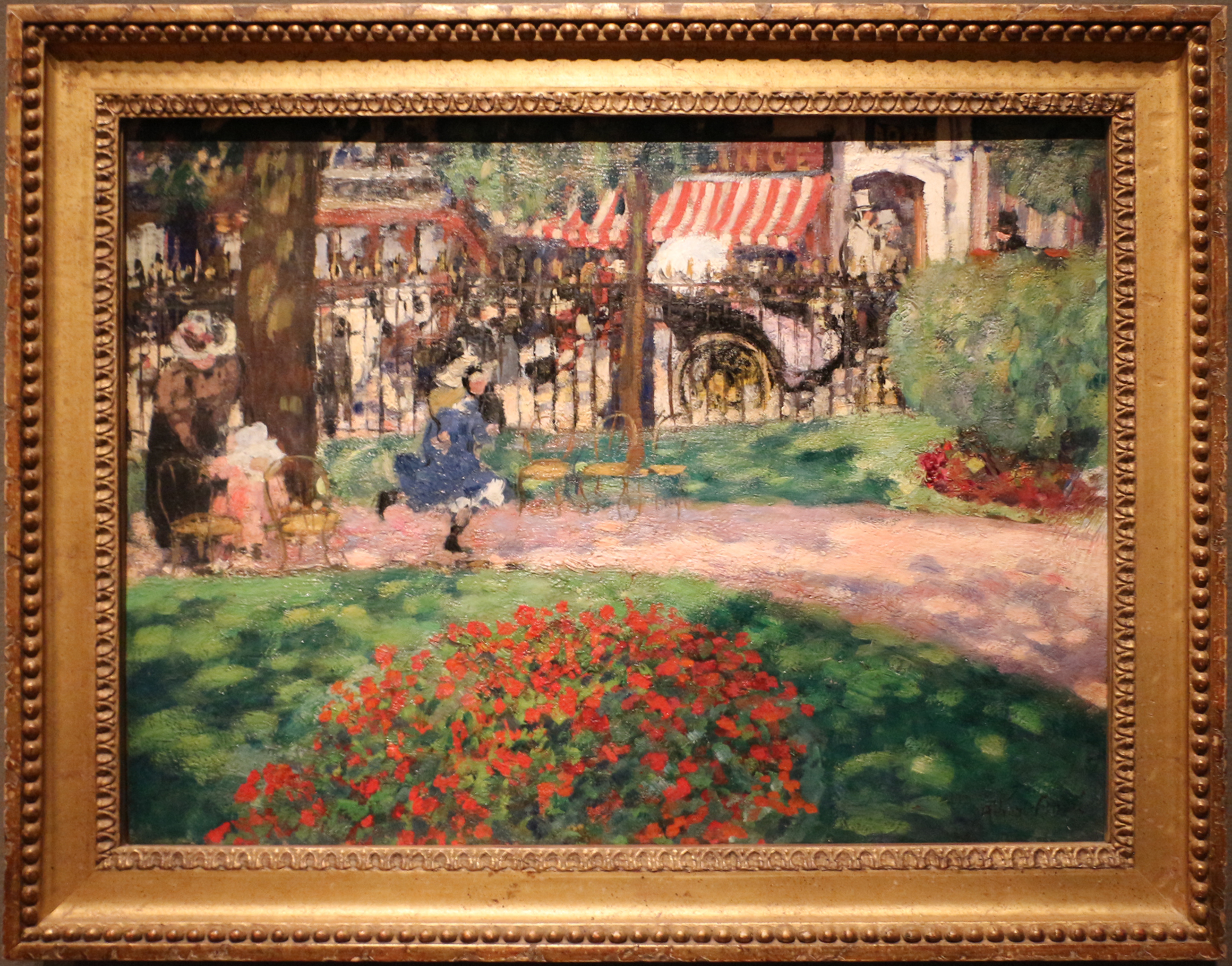
Square des Batignolles par Albert André (1893).
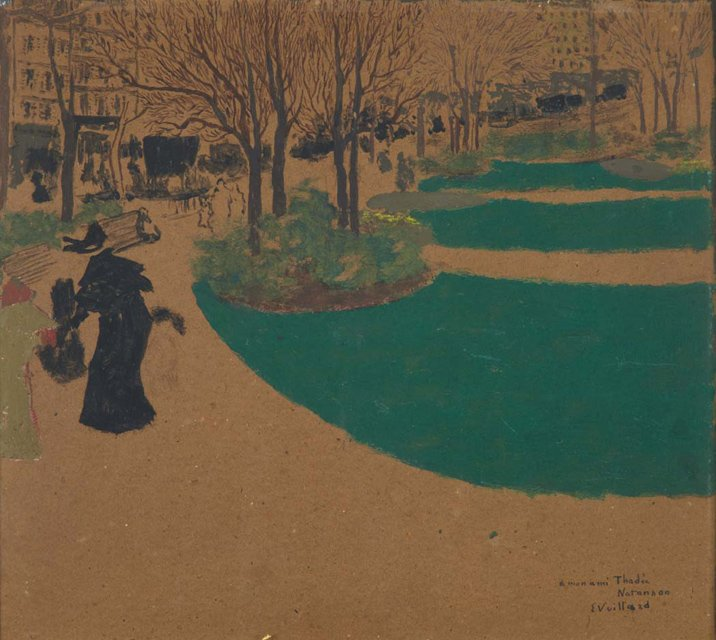
Square des Batignolles par Édouard Vuillard (1898).

### Littérature

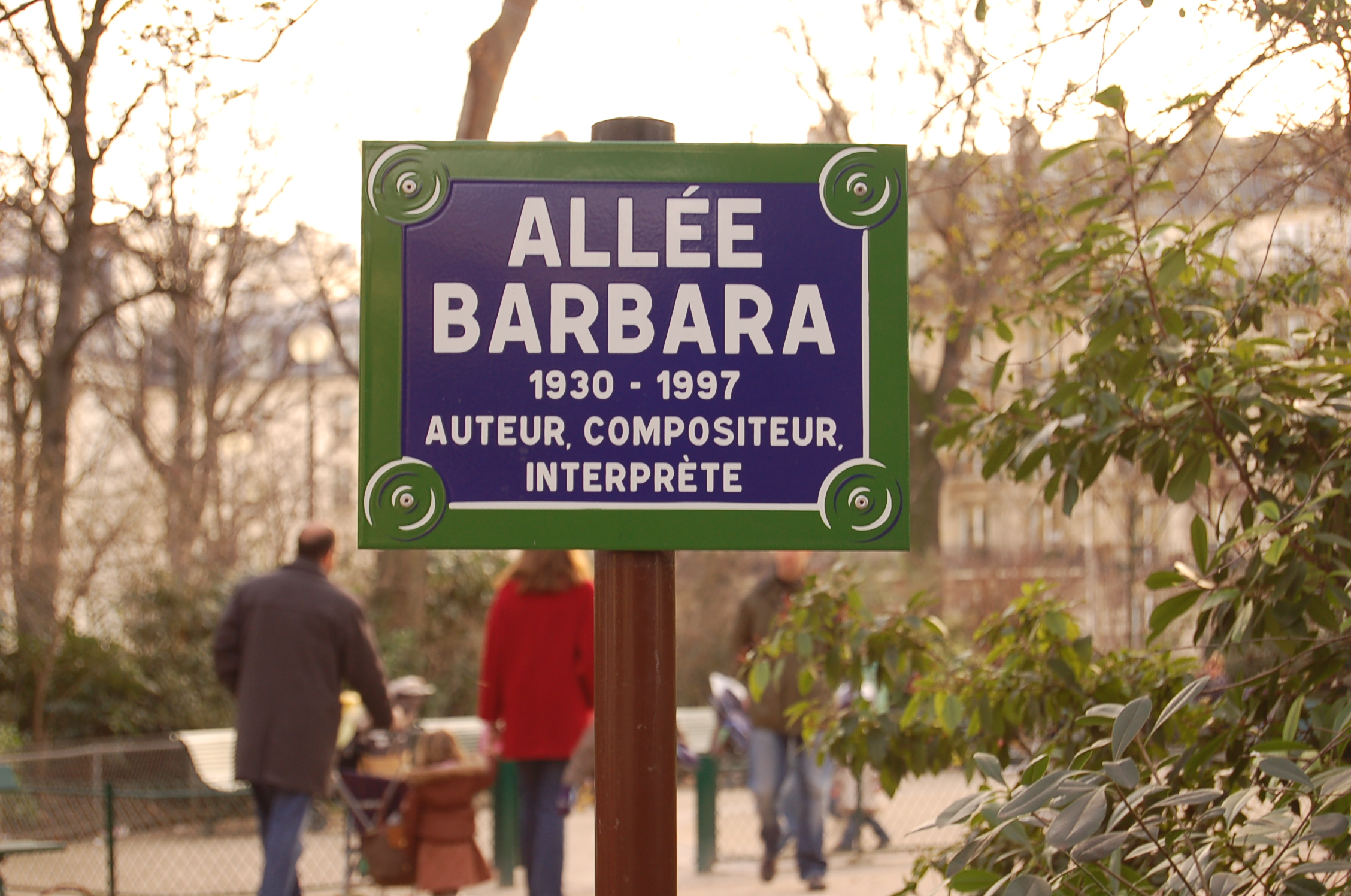
Allée Barbara (Paris), dans le square des Batignolles.

La chanteuse Barbara est née à proximité de ce square, elle évoque celui-ci dans sa chanson Perlimpinpin sortie en 1972. Depuis 2007, l'allée centrale du square porte son nom, allée Barbara.
La chanson Les Batignolles, interprétée en 1975 par Patrick Topaloff (paroles de Didier Barbelivien), fait référence au square et à ses aménagements.
Yves Duteil a également intitulé une de ses chansons Les Batignolles (1976). Il fait ici référence aux trains qui circulaient entre la gare Saint-Lazare et la gare de Pont-Cardinet toute proche.

### Sculptures

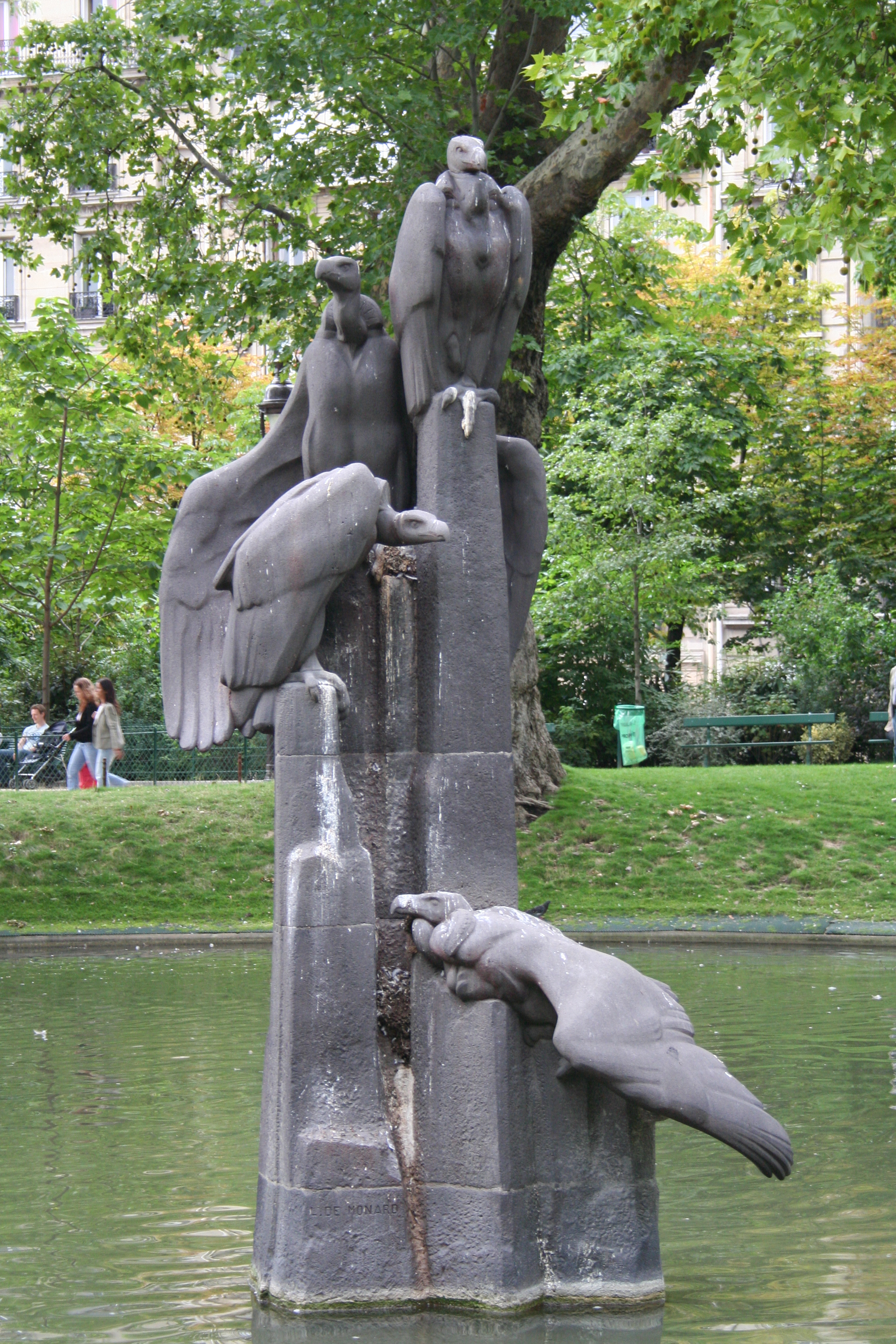
Les Vautours.

La pièce d'eau comporte une sculpture en pierre noire de Volvic : Les Vautours, réalisée en 1930 par le sculpteur Louis de Monard (1873-1939).

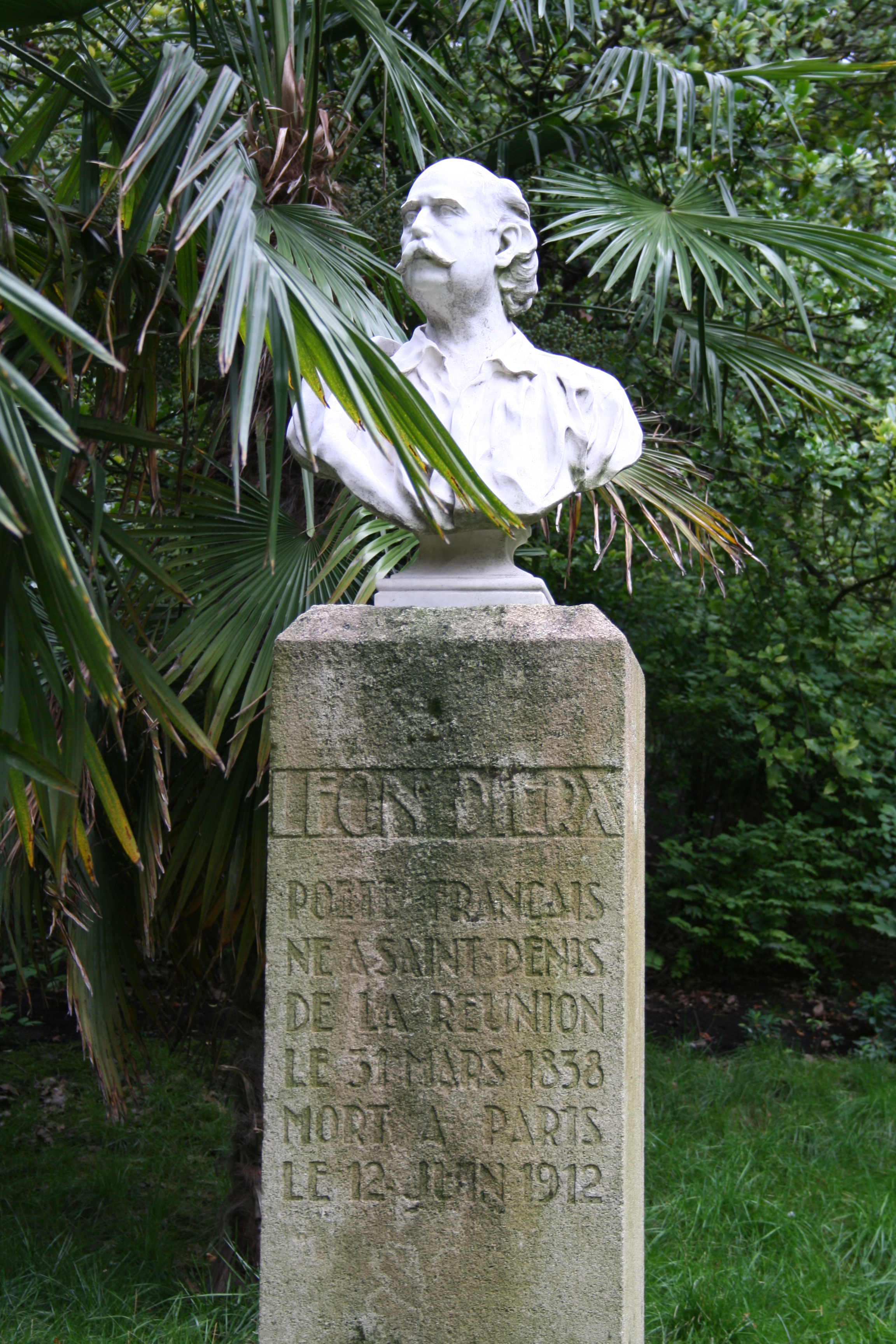
Monument à Léon Dierx par Léopold de Bony de Lavergne.

Le jardin comporte un buste du poète parnassien, sacré « prince des Poètes », Léon Dierx par Bony de Lavergne en 1898, inaugurée seulement en 1930. On y voit aussi des socles vides, seuls vestiges de statues qui furent fondues pendant l'Occupation (dont la Nymphe au dauphin d'Antonin Larroux), comme bien d’autres ailleurs dans Paris.
À partir de janvier 2012, les grilles et portails furent déposés, pour rénovation à l'identique avec réhausse des fûts cannelés et avec ajouts de pièces d'ornementations identiques à l'original. Les travaux devant être terminés pour la fin de l'année 2012.[Passage à actualiser]

### Art contemporain
L'association le K.A.B propose depuis 2014, en partenariat avec la mairie du 17e, des installations d’art contemporain à l’intérieur du kiosque, autour de l'oranger.